# انفجار أشعة غاما 080913

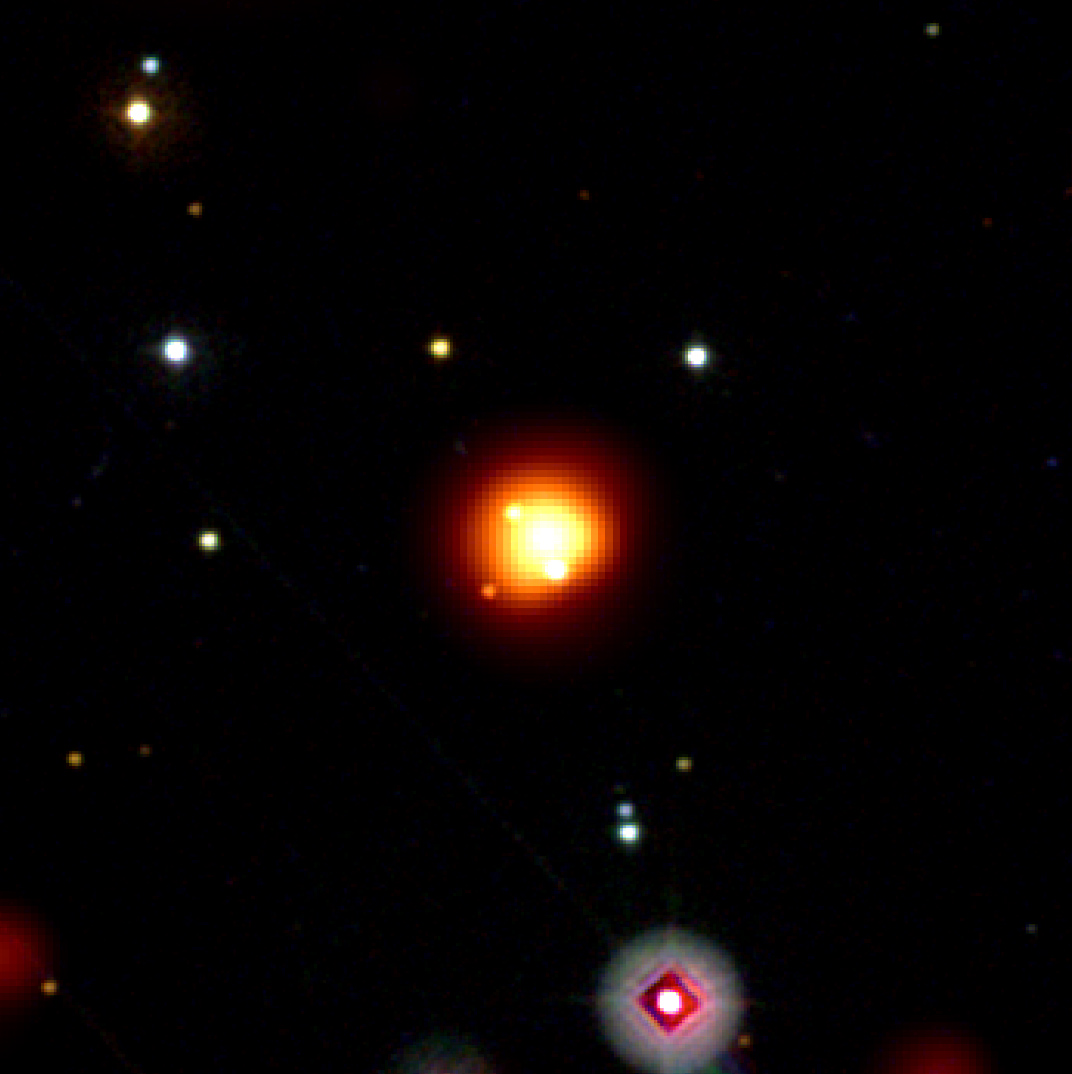
صورة للأشعة فوق البنفسجية لمسبار سويفت ومنطبق عليها صور تلسكوب ضوئي تبين نجوم ساطعة، وكذلك صورة منطبقة عليهما لتلسكوب يقيس الأشعة السينية وهو يلتقط صورة الانفجار باللونين البرتقالي والأصفر. تنشر الصورة بتصريح من NASA/Swift/Stefan Immler

انفجار أشعة غاما GRB 080913 في الفلك (بالإنجليزية : GRB 080913) هو انفجار أشعة غاما gamma-ray burst سجل يوم 13 سبتمبر 2008 ، وسجله مسبار سويفت لانفجار أشعة غاما. وقد تابعت المراصد الأرضية مراقبة ذلك الانفجار (النجومي) الذي صاحبته أصدار أشعة تحت الحمراء ، كما تابعه قياسات تلسكوب بالغ الكبر .
وقع الانفجار الذي يختص بأحد الأجرام السماوية على بعد 8و12 مليار سنة ضوئية ويبلغ انزياحه الأحمر 7و6 ، وكان ذلك الانفجار هو أبعد انفجار يسجل حتى تمكن العلماء من تسجيل انفجار آخر أبعد منه وهو الانفجار أشعة غاما 090423

يوم 23 أبريل عام 2009 . وقد حدث الانفجار النجومي نحو 825 مليون سنة بعد الانفجار العظيم.

## خواصه
- انزياح أحمر = 6.7
- المجموعة النجمية = النهر (كوكبة)
- الساعة = 4h 22m 54.7s url=http://gcn.gsfc.nasa.gov/other/080913.gcn3
- الميل = -25° 07' 46.2
- اكتشفه : المسبار سويفت Swift Burst Alert Telescope Max-Planck-Institut für extraterrestrische Physik
- قدر ظاهري =
- البعد عن الأرض = 8و12 مليار سنة ضوئية
- اسم الجرم = GRB 080913A
- (يلاحظ أن تسمية الجرم تعود على تاريخ اكتشاف الانفجار في 13/09/08 ).

## اقرأ أيضا
- في 838 وحيد القرن
- نجم عود الصليب
- انفجار أشعة غاما 080319ب
- انفجار أشعة جاما 221009
- انفجار أشعة غاما 090423
- مجرة إهليجية
- مجرة حلزونية
- مجرة محدبة
- نجم
- مجرة
- قزم أبيض
- عملاق أحمر
- الانفجار العظيم
- خط زمني للانفجار العظيم
- نجم نيوتروني
- ثقب أسود

## وصلات خارجية
- موقع «الكون» في الإنترنت